# 小俄罗斯 (匈牙利)
小俄罗斯（匈牙利語：Kisoroszi），是匈牙利佩斯州所辖的一个村。总面积10.94平方公里，总人口962，人口密度87.9人/平方公里（2011年1月1日）。